# جب یوسف
جب یوسف (به عربی: جب یوسف) یا عرب السیاد روستایی فلسطینی، واقع در ۶ کیلومتری جنوب شرق صفد بود.